# Зграда у Ул. Краља Петра I бр. 2 у Сомбору
Зграда у Ул. Краља Петра I 2 у Сомбору (некадашња улица М. Тита) подигнута је у првој половини 19. века и представља непокретно културно добро као споменик културе од великог значаја.

## Изглед зграде
Подигнута је као једноспратна грађевина, девастираног приземља услед многих интервенција, док се на спрату могу препознати елементи академске еклектичне архитектуре. Једноставан кордонски венац одваја приземље од спрата. Истурени средњи ризалит спрата наглашен је кровним венцем који носе конзоле, а три отвора над оквирима имају профилисане архитравне греде на конзолама. На средишњем ризалиту спрата је балкон са декоративно обрађеном оградом од кованог гвожђа. По два прозора на увученим ризалитима спрата над оквиром имају једноставно архитравно надвишење. На крајевима зидног платна спрата су назначени пиластри скромно плиткорељефно декорисаних капитела.